# Josef Schärli
Josef Schärli (* 24. Januar 1920 in Luthern; † 16. August 2008 in Stans) war Stiftspropst des Stifts Beromünster. Zudem war er langjähriger Vorsitzender des Landespräsidiums der Schweizer Schönstatt-Bewegung.

## Leben
Josef Schärli empfing am 29. Juni 1948 die Priesterweihe in Solothurn. Er war von 1973 bis 1988 Pfarrer in Sursee. 1988 wurde er vom Regierungsrat des Kanton Luzern zum Stiftspropst des im Jahr 1036 gegründeten Kollegiatstifts Beromünster gewählt; ein Amt, das er bis zum 31. Juli 2003 innehatte. Er engagierte sich unter anderem für die umfangreichen Sanierungsarbeiten von elf Stiftshäusern. Von 1974 bis 1994 war er im Bistum Basel auch Domherr des Standes Luzern, zu deren Ehrendomherr er ernannt wurde.
In den Fünfziger-Jahren war er Vikar in der Pfarrei St. Leodegar in Luzern und führte dort die Jugendvereine Jungwacht, Jungmannschaft und Blauring.
Er starb an den Folgen eines Hirnschlages und wurde im Beromünster bestattet.